# Sauber Academy
A Sauber Academy – anteriormente conhecida como Sauber Junior Team – é uma iniciativa da Sauber Motorsport para ajudar a desenvolver talentos de karts através do Caminho Global FIA para promovê-los à sua equipe de Fórmula 1.
Em novembro de 2018, a Sauber firmou parceria com a equipe tcheca Charouz Racing System para formar a Sauber Junior Team, seguida pela criação de uma equipe de kart em março de 2019. Depois de 2019, a Sauber se separou da Charouz e rebatizou o programa como Sauber Academy. Equipe de Kart da Sauber, alinhado com a Kart Republic, também envolve vários pilotos.

## Pilotos atuais
| Motorista       | Anos na equipe | Série atual | Títulos como membro da Sauber Academy |
| --------------- | -------------- | ----------- | ------------------------------------- |
| Taym Saleh      | 2023–          | Kart (OK)   | nenhum como membro da Sauber Academy  |
| Emma Felbermayr | 2025–          | F1 Academy  | nenhum como membro da Sauber Academy  |

## Ex-motoristas
| Motorista              | Anos       | Série em que o piloto competiu como Sauber Junior                                                                                                   |
| ---------------------- | ---------- | --- |
| Esteban Gutiérrez      | 2010-2012  | GP3 Series (2010) GP2 Asia Series (2011) GP2 Series (2011-2012)                                                                                     |
| Robin Frijns           | 2012-2013  | Fórmula Renault 3.5 Series (2012) GP2 Series (2013)                                                                                                 |
| Sergey Sirotkin        | 2013-2014  | Fórmula Renault 3.5 Series |
| Tatiana Calderón       | 2017-2020  | World Series Fórmula V8 3.5 (2017) GP3 Series (2017-2018) Campeonato de Fórmula 2 da FIA (2019) Super Fórmula (2020) European Le Mans Series (2020) |
| Callum Ilott           | 2019       | Campeonato de Fórmula 2 da FIA (2019) |
| Lirim Zendeli          | 2019       | Campeonato de Fórmula 3 da FIA (2019) |
| Fabio Scherer          | 2019       | Campeonato de Fórmula 3 da FIA (2019) |
| Raoul Hyman            | 2019       | Campeonato de Fórmula 3 da FIA (2019) |
| Arthur Leclerc         | 2019       | ADAC Fórmula 4 (2019) |
| Roman Staněk           | 2019       | ADAC Fórmula 4 (2019) Campeonato Italiano de Fórmula 4 (2019)                                                                                       |
| Alessandro Ghiretti    | 2019       | ADAC Fórmula 4 (2019) |
| Stuart White           | 2019       | Campeonato Francês de Fórmula 4 (2019) |
| Joshua Dufek           | 2019       | Kart (2019) |
| Christian Ho           | 2019–2021  | Kart (2019–2021) |
| Dexter Patterson       | 2019–2021  | Karting (2019) Campeonato Italiano de Fórmula 4 (2020)                                                                                              |
| Juan Manuel Correa     | 2019, 2021 | Campeonato de Fórmula 2 da FIA (2019) Campeonato de Fórmula 3 da FIA (2021)                                                                         |
| Théo Pourchaire        | 2019–2024  | ADAC Formula 4 Campeonato de Fórmula 3 da FIA (2020) Campeonato de Fórmula 2 da FIA (2020–2023) Super Fórmula Japonesa IndyCar Series               |
| Petr Ptáček            | 2020       | Eurocopa de Fórmula Renault (2020) |
| Harry Thompson         | 2020       | Kart (2020) |
| Piotr Czaja            | 2020       | Kart (2020) |
| Ugo Ugochukwu          | 2020–2021  | CIK-FIA European Championship - OKJ (2020) |
| Emerson Fittipaldi Jr. | 2020–2021  | Karting (2020) Nordic 4 (2021) |
| Tiziano Monza          | 2020–2021  | Kart (2020–2021) |
| Miguel Costa           | 2020–2023  | Kart (2020–2023) |
| Sonny Smith            | 2021       | KF3 (2021) |
| Maciej Gładysz         | 2021       | KF3 (2021) |
| Gustaw Wiśniewski      | 2021       | KF3 (2021) |
| Zachary David          | 2021–2022  | Intercontinental A Júnior (2021–2022) |
| Roberto Faria          | 2022       | GB3 (2022) |
| Marcus Amand           | 2023       | Fórmula Regional Europeia (2023) |
| Léna Bühler            | 2023–2024  | Fórmula Regional Europeia F1 Academy Fórmula Regional do Oriente Médio                                                                              |
| Zane Maloney           | 2024       | Campeonato de Fórmula 2 da FIA |
| Carrie Schreiner       | 2024       | Formula 4 dos Emirados Árabes Fórmula Winter Series F1 Academy                                                                                      |

| Motorista           | Anos na equipe | Série em que o piloto competiu como afiliado da Sauber |
| ------------------- | -------------- | ------------------------------------------------------ |
| Simona de Silvestro | 2014           | Nenhum                                                 |